# Вали Спрингс (Арканзас)
Вали Спрингс (енгл. Valley Springs) град је у америчкој савезној држави Арканзас.

## Демографија
По попису из 2010. године број становника је 183, што је 16 (9,6%) становника више него 2000. године.
| Група             | 2000.       | 2010.       |
| Белци             | 159 (95,2%) | 172 (94,0%) |
| Афроамериканци    | 0 (0,0%)    | 1 (0,5%)    |
| Азијати           | 2 (1,2%)    | 0 (0,0%)    |
| Хиспаноамериканци | 1 (0,6%)    | 7 (3,8%)    |
| Укупно            | 167         | 183         |